# Парамонов, Алексей Владимирович
Алексе́й Влади́мирович Парамо́нов (род. 1 января 1962) — российский дипломат. Чрезвычайный и полномочный посол (2020). С апреля 2023 года — чрезвычайный и полномочный посол Российской Федерации в Италии и Сан-Марино по совместительству.

## Биография
Окончил Московский государственный институт международных отношений (МГИМО) МИД СССР (1986).
В 1986—1988 годах проходил срочную службу в рядах Вооружённых сил СССР в звании лейтенанта.
На дипломатической работе с 1988 года. Владеет итальянским, английским и французским языками.
В 1988—1994 и 1998—2002 годах — сотрудник посольства России в Италии.
В 2007—2008 годах — заместитель директора Первого европейского департамента МИД России.
В 2008—2013 годах — генеральный консул России в Милане (Италия).
В 2013—2015 годах — заместитель директора Первого европейского департамента МИД России.
В 2015—2023 годах — директор Первого европейского департамента МИД России.
С 4 апреля 2023 года — чрезвычайный и полномочный посол Российской Федерации в Италии и Сан-Марино по совместительству.

## Дипломатический ранг
- Чрезвычайный и полномочный посланник 2 класса (22 ноября 2010)[3].
- Чрезвычайный и полномочный посланник 1 класса (10 июня 2017)[4].
- Чрезвычайный и полномочный посол (2 октября 2020)[5].

## Семья
Женат, имеет сына.

## Награды
- Орден Дружбы (10 марта 2025 года) — за вклад в реализацию внешнеполитического курса Российской Федерации и многолетнюю добросовестную дипломатическую службу[6].
- Медаль ордена «За заслуги перед Отечеством» II степени (2011 год).
- Кавалер ордена «За заслуги перед Итальянской Республикой» (27 декабря 2018 года, Италия)[7].
- Командор ордена Звезды Италии (9 декабря 2020 года, Италия)[8].
- Почётная грамота Президента Российской Федерации (2020 год).